# Biocomposiet

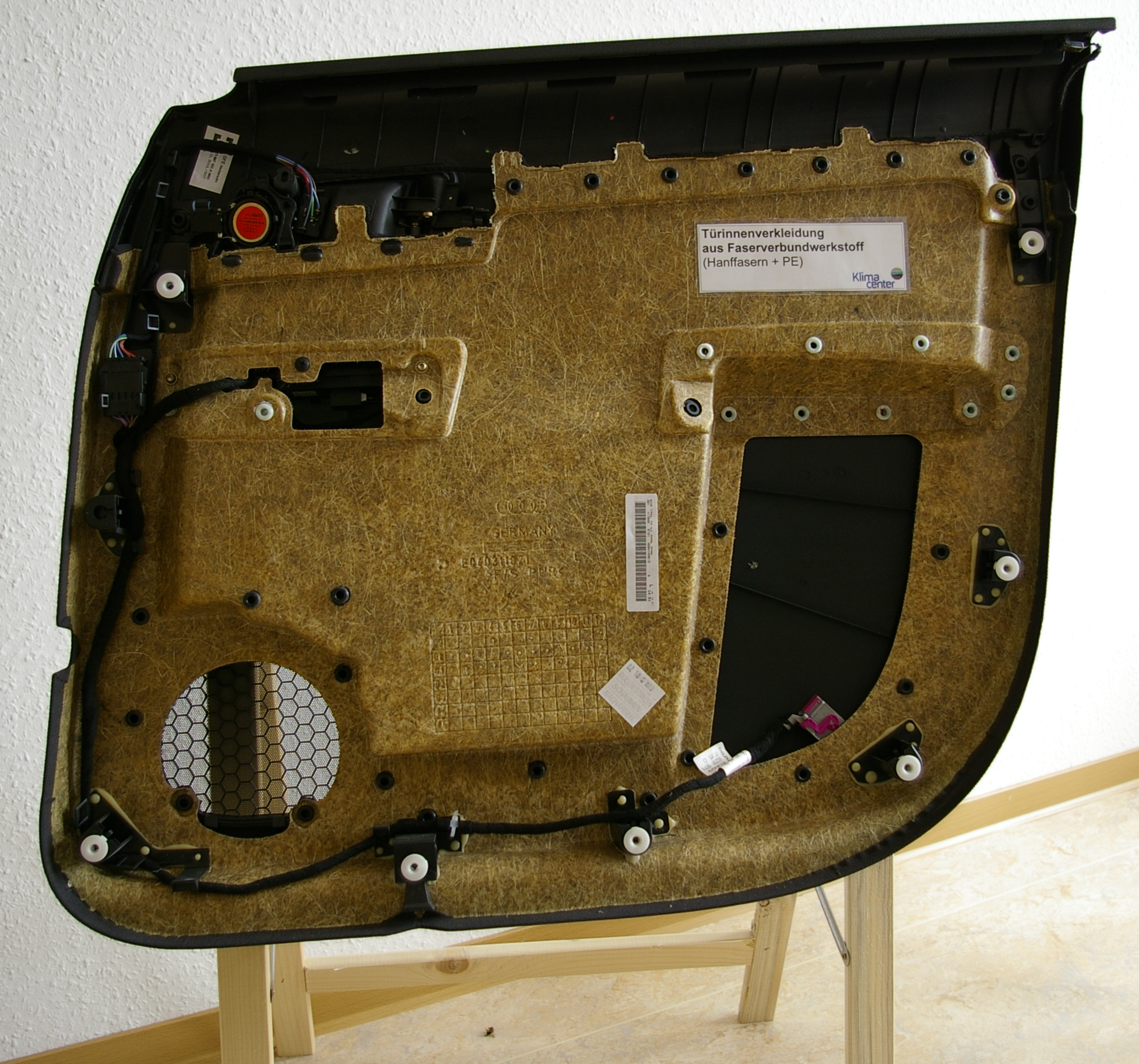
Binnenwerk van een autoportier van een biocomposiet van hennepvezels en polyethyleen.

Biocomposiet is composiet-materiaal gemaakt van natuurlijke grondstoffen. Het bestaat uit plantaardige vezels gebonden door een hars. Als vezel kan bastvezel (zoals vlas, jute of hennep) of houtvezel worden gebruikt, eventueel als recyclingproduct (uit gebruikt textiel of oud papier). Als hars kan een plantaardige hars worden gebruikt.